# Římskokatolická farnost Opatov v Čechách
Římskokatolická farnost Opatov v Čechách je územním společenstvím římských katolíků v litomyšlském vikariátu královéhradecké diecéze.

## O farnosti

### Historie
První písemná zmínka o Opatovu je z roku 1347, ves samotná je však zřejmě poněkud starší. Původní místní kostel byl v románském slohu, později byl několikráte přestavován, naposledy v 19. století. Barokní fara vznikla adaptací původního zámečku (podobný případ adaptace panského sídla na sídlo farnosti lze najít v jihočeském Lomci u Vodňan).

#### Odraz v literatuře
Z Opatova pocházel Jan Deml. Jeho vnuk, kněz brněnské diecéze a spisovatel Jakub Deml (1878–1961) popisuje v Mohyle historii rodu. V kap. 19 podává popisnou črtu o tom, jak se s Pavlou Kytlicovou a bratrem Antonínem vypravili do Opatova, aby nalezli dědův rodný domek. Zároveň v textu popisuje přijetí na místní faře, rozhovory s tehdejším místním farářem a popisuje též dojem, který v něm zanechala účast na nedělní bohoslužbě v opatovském kostele.

#### Přehled duchovních správců
- 1974–2015 P. Jaroslav Horník, SDB (administrátor)
- 2015 (březen-prosinec) P. František Beneš, SDB (ex currendo z Litomyšle)
- 2015–2017 Mons. Mgr. Pavel Dokládal (ex currendo z Koclířova)
- 2017–2020 R.D. Mgr. Zdeněk Šilhánek (administrátor in spiritualibus)
  - 2017–2020 Mons. Mgr. Pavel Dokládal (ex currendo in materialibus z Koclířova)
- od 1. srpna 2020 R.D. Mgr. Ing. Ľubor Schlossár (farář)

### Současnost
Farnost má sídelního duchovního správce, který je zároveň výpomocným duchovním v blízkém Koclířově. Materiální správa farnosti je obstarávána ex currendo z Koclířova.
| Kostel                         | Místo     | Bohoslužba             | Bohoslužba             | Poznámka        |
| ------------------------------ | --------- | ---------------------- | ---------------------- | --------------- |
| Kostel sv. Petra a Pavla       | Dětřichov | neděle                 | 9.00                   | filiální kostel |
| Kostel Nanebevzetí Panny Marie | Košíře    | neděle                 | 7.45                   | filiální kostel |
| Kostel sv. Antonína, opata     | Opatov    | neděle středa pátek    | 10.30 17.00 18.00      | farní kostel    |
| Kaple sv. Jana Nepomuckého     | Opatov    | neslouží se pravidelně | neslouží se pravidelně | obecní kaple    |
| Kostel sv. Václava             | Opatovec  | neslouží se pravidelně | neslouží se pravidelně | filiální kostel |